# Nuevo San Diego
Nuevo San Diego är en ort i Mexiko.   Den ligger i kommunen Santiago Papasquiaro och delstaten Durango, i den centrala delen av landet, 900 km nordväst om huvudstaden Mexico City. Nuevo San Diego ligger 2 601 meter över havet och antalet invånare är 558.
Terrängen runt Nuevo San Diego är kuperad åt sydost, men åt nordväst är den bergig. Runt Nuevo San Diego är det mycket glesbefolkat, med 6 invånare per kvadratkilometer. Nuevo San Diego är det största samhället i trakten. I omgivningarna runt Nuevo San Diego växer huvudsakligen savannskog.